# Geertgen tot Sint Jans
Geertgen tot Sint Jans, en français Gérard de Saint-Jean, tire son nom de la confrérie de Saint-Jean, où il passa ses dernières années. Probablement né en 1460 ou 1465 à Leyde dans les Pays-Bas bourguignons et mort en 1490 ou 1495 à Haarlem, c'est un peintre néerlandais de l'école des primitifs flamands.

## Biographie
Aucun document contemporain à sa vie n'est connu, et le premier témoignage sur sa vie et ses œuvres est de 1604, dans le Schilder-boeck de Carel van Mander.
Selon van Mander, Geertgen était probablement un élève d'Albert van Ouwater qui était l'un des premiers peintres à l'huile dans les provinces septentrionales des Pays-Bas. Les deux peintres ont vécu dans la ville de Haarlem où Geertgen a été rattaché à la maison de l'Ordre de Saint-Jean de Jérusalem, peut-être en tant que frère lai, pour laquelle il peignit un retable. Dans son livre, van Mander affirme que Geertgen prit le nom de Saint-Jean sans rejoindre l'ordre, donc son nom de famille « de Saint Jean » est dérivé du nom de l'ordre « vers Saint Jean ».

## Technique
Comme la plupart des peintres de son temps, il a peint à l'huile sur des panneaux. Ses peintures représentent des scènes du Nouveau Testament et certains d'entre eux ont été détruits lors de la Réforme. Le nombre d'œuvres qui lui sont attribuées varie entre 12 et 16 (voir ci-dessous).

## Œuvres de Geertgen tot Sint Jans
| Image                | Titre                                             | Date         | Format                        | Lieu                          | Musée                                                      |
| -------------------- | ------------------------------------------------- | ------------ | ----------------------------- | ----------------------------- | ---------------------------------------------------------- |
|                      | Le Sort des restes de saint Jean-Baptiste         | 1490 (après) | Panneau de chêne 172 × 139 cm | Vienne                        | Kunsthistorisches Museum                                   |
|                      | Lamentation du Christ                             | 1485-1490    | 175 × 139 cm                  | Vienne                        | Kunsthistorisches Museum                                   |
|                      | Vierge en gloire                                  | 1485         | huile sur bois 26,8 × 20,5 cm | Rotterdam                     | Musée Boijmans Van Beuningen                               |
|                      | Adoration des rois mages                          | bois 1490    | 90 × 70 cm                    | Amsterdam                     | Rijksmuseum Amsterdam Prêt au Musée Boijmans Van Beuningen |
|                      | Arbre de Jessé                                    | 1480         | 89,8 × 60,6 cm                | Amsterdam                     | Rijksmuseum Amsterdam Prêt au Musée Boijmans Van Beuningen |
|                      | La Sainte parenté                                 | 1495         | 137,2 × 105,8 cm              | Amsterdam                     | Rijksmuseum Amsterdam Prêt au Musée Boijmans Van Beuningen |
|                      | L'Homme de douleurs                               | 1495         | 26 × 28 cm                    | Utrecht                       | Musée du couvent Sainte-Catherine                          |
|                      | Nativité de nuit                                  | 1480-1490    | Huile sur chêne 34 × 25 cm    | Londres                       | National Gallery                                           |
|                      | Crucifixion                                       |              | 24,4 × 18,4 cm                | Édimbourg                     | National Gallery of Scotland                               |
|                      | Jean-Baptiste dans le désert                      | 1485-1490    | huile sur bois 42 × 28 cm     | Berlin                        | Gemäldegalerie                                             |
|                      | La Résurrection de Lazare avec un couple d'orants | 1480-1484    | bois 127 × 97 cm              | Paris                         | Louvre                                                     |
|                      | Adoration des mages (Cleveland)                   | 1490         | 29 × 19 cm                    | Cleveland (Ohio)              | Cleveland Museum of Art                                    |
|                      | Adoration des mages (Triptyque)                   | 1485         | 111 × 69 cm et 71 × 39 cm     | Prague                        | Národní galerie                                            |
| Fragment avec Joseph |                                                   |              | Francfort-sur-le-Main         | Musée historique de Francfort |                                                            |
|                      | Vierge à l’Enfant                                 |              | 12 × 9 cm                     | Milan                         | Pinacoteca Ambrosiana                                      |

## Œuvre attribuée à Geertgen tot Sint Jans
| Image | Titre       | Date      | Format       | Lieu              | Musée               | inv.    |
| ----- | ----------- | --------- | ------------ | ----------------- | ------------------- | ------- |
|       | Saint Bavon | 1466-1500 | 36,5 x 30 cm | Saint-Pétersbourg | Musée de l'Ermitage | ГЭ-5174 |